# Delmati
Delmati ili Dalmati bili su narod koji je u antičko doba nastavao područje srednje Dalmacije, na području između rijeka Krke i Cetine. Njihovo glavno središte bio je grad Delminij (latinski: Delminium) koji se nalazio na Duvanjskome polju. Bili su stočari i ratari koji su svake osme godine ponovno dijelili zemlju. Bili su konzervativni u običajima i vjerovanjima.

## Etimologija
Pretpostavlja se da ime Delmati potječe od njihova imena za ovcu (sačuvanog u albanskom: delme), što upućuje na stočarstvo (ovčarstvo) kao pretežitu granu njihova privređivanja.

## Povijest
U početku su bili ovisni o Ardijejcima, od kojih su se odmetnuli nakon smrti njihova kralja Pleurata III. u prvoj polovica 2. stoljeća pr. Kr. i postali neovisni. Ubrzo dolaze u sukob sa susjednim Daorsima i s grčkim naseobinama Issom, Tragurionom, Epetionom i Salonom. Delmatski napadi na te naseobine i na rimske saveznike Daorse dovode do sukoba s Rimljanima te su iduće stoljeće i pol vođeni delmatsko-rimski ratovi. U borbama s Rimljanima bili su različite sreće: 156. pr. Kr. potukli su rimsku vojsku, 155. pr. Kr., nakon osvojenja Delminija, morali su s Rimom sklopiti mir, 78. pr. Kr. digli su protiv Rima ustanak i zauzeli Salonu, a 48. pr. Kr. pobijedili Cezarovu vojsku, ali su 33. pr. Kr., pritisnuti nadmoćnim rimskim snagama, zatražili od Oktavijana mir. Godine 12. pr. Kr. ponovo su se pobunili, a kada su 6. poslije Krista ilirski Desidijati digli ustanak, Delmati su im se priključili. Nakon što su Rimljani ugušili ustank 9. poslije Krista, Delmati su definitivno pokoreni, nakon čega započinje dugotrajan proces njihove romanizacije. Po Delmatima su Rimljani svoju dotadašnju provinciju Ilirik nazvali Dalmacijom.

## Vanjske poveznice
- Delmati Hrvatska enciklopedija
- Delmati (Dalmati), Proleksis enciklopedija